# Nuclear Seasons
Nuclear Seasons è un brano musicale della cantautrice britannica Charli XCX pubblicato come secondo singolo estratto dal suo extended play di debutto You're the One e dal suo album di debutto True Romance. Il singolo è stato pubblicato per il download digitale il 20 novembre 2011 dalla This Is Music, Atlantic e Warner Music UK.